# Ulrike Möschel
Ulrike Möschel (* 1972 in Münster) ist eine deutsche Bildhauerin. Sie lebt und arbeitet in Düsseldorf.

## Leben
Ulrike Möschel studierte von 1994 bis 1998 an der Kunstakademie Münster bei Ulrich Erben und Timm Ulrichs sowie von 1998 bis 2001 an der Kunstakademie Düsseldorf bei Jannis Kounellis. Dessen Meisterschülerin wurde sie 1999.
Ab 1999 erhielt sie zahlreiche Förderungen und Stipendien, darunter 1999 ein Stipendium des Kunstvereins für die Rheinlande und Westfalen, 2001 das Georg-Meistermann-Stipendium des Cusanuswerks, 2010/2011 das Istanbulstipendium der Kunststiftung NRW, 2011 ein Stipendium der Stiftung Künstlerdorf Schöppingen, 2012 ein Japan-Reisestipedium des Goethe-Instituts Villa Kamogawa in Kyoto, 2015 ein Reisestipendium des Frauenkulturbüros NRW für Tiflis, Georgien, und 2016 ein Arbeitsstipendium der Stiftung Kunstfonds.
Ihre Arbeiten stellt sie seit dem Jahr 2001 in Gruppenausstellungen und seit dem Jahr 2002 in Einzelausstellungen aus. Einige ihrer Arbeiten wurden in öffentliche und private Sammlungen aufgenommen, darunter die des Kunstmuseums Bonn, der Sammlung Philara, des Kunsthauses NRW Aachen und des Museums Kunstpalast, Düsseldorf. Lehrtätigkeiten übte sie an der Bergischen Universität Wuppertal (2008–2011) und an der Kunstakademie in Xi’an (2019) aus.

## Werk

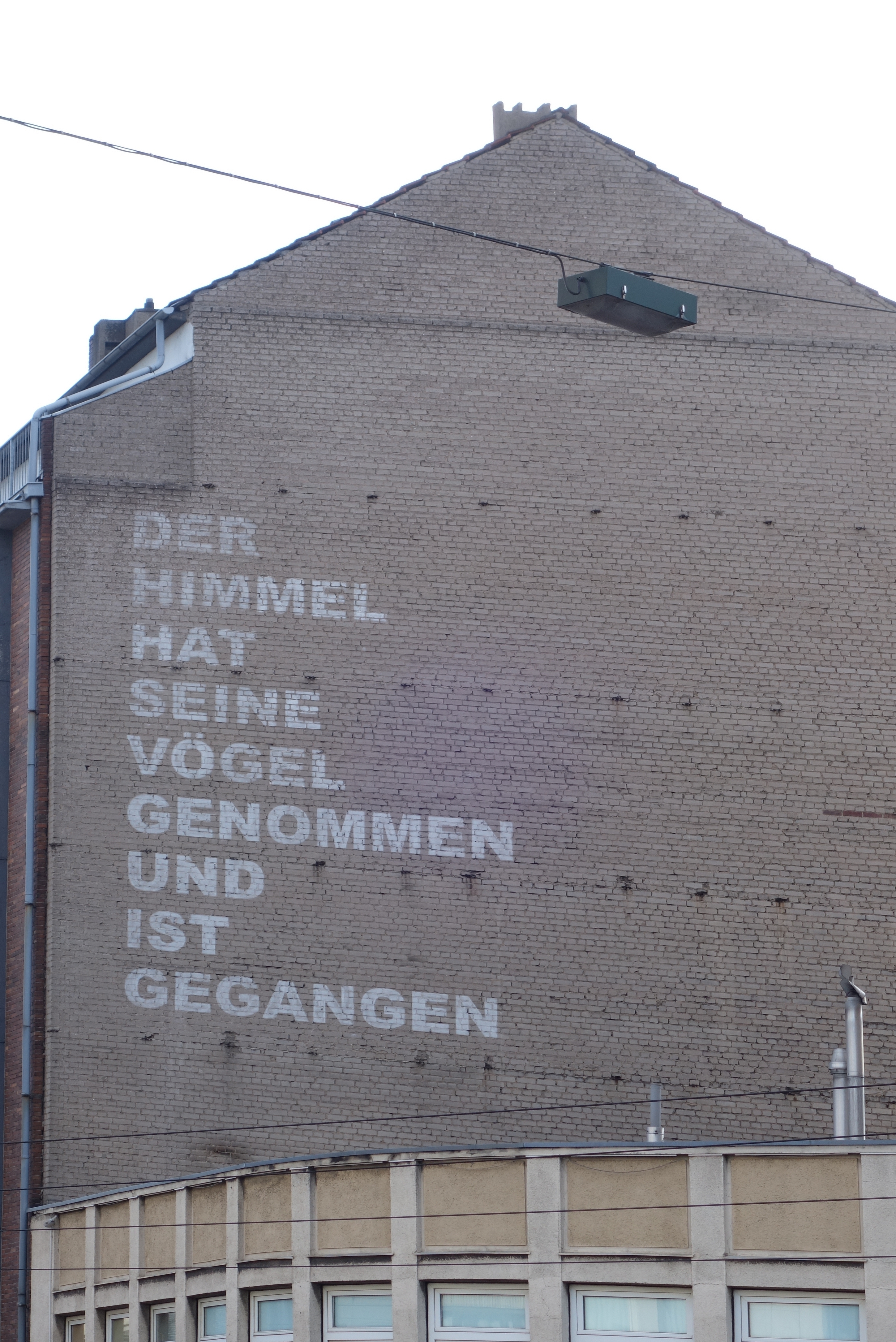
Gitti Gök (2015), Beschriftung der Brandwand des Hauses Ackerstraße 3 in lose aufgetragenem weißen Pigment, aufgenommen vom Worringer Platz in Düsseldorf, 2020

Möschel produziert hauptsächlich Installationen, Zeichnungen und Videokunst. In ihren Werken reagiert sie auf Orte und Situationen.
Das Werk Gitti Gök (Der Himmel ist gegangen) zählt zu ihren bekannteren Arbeiten. Es handelt sich um die Beschriftung einer Brandwand in Düsseldorf, die auf den Worringer Platz ausgerichtet ist, mit einem Vers des türkischen Lyrikers İlhan Berk. Ausgeführt in einer Schrift aus lose aufgetragenem weißen Pigment ist die Arbeit bewusst auf eine vergängliche Wirkung hin angelegt.

## Monografien
- schenken, stehlen, tauschen. extra books, Berlin, 2006, mit Textbeiträgen von Angelika Nollert und Annette Urban.
- Als ich ein Junge war. Kerber Verlag, Bielefeld 2010, mit Textbeiträgen von Gudrun Bott, Isabel Meixner und Annette Urban.
- Eine weiße Wendeltreppe liegt am Straßenrand. Athena, Oberhausen 2017.